# Kémiai oxigénigény
A kémiai oxigénigény (rövidítve KOI) jellemzően a víz szervesszennyezőanyag-mértékének meghatározására szolgáló mutató. A vizekben előforduló szerves vegyületek nagy száma, eltérő jellege, továbbá a külön-külön történő azonosításuk és mérésük nehézségei miatt a gyakorlatban indirekt módszerek terjedtek el koncentrációjuk kifejezésére. Az egyik leggyakrabban alkalmazott ilyen módszer a szerves anyag bontásához szükséges oxigénfogyasztás mennyiségének meghatározása.